# Bayırlı, Artova
Bayırlı là một xã thuộc huyện Artova, tỉnh Tokat, Thổ Nhĩ Kỳ. Dân số thời điểm năm 2011 là 353 người.